# Lyrikline.org
lyrikline.org és un portal web de poesia internacional contemporània que inclou àudio (llegit pels autors) i text (versions originals i traduccions), juntament amb biografies i informació relacionada amb poetes.
El projecte va començar el novembre de 1999 exclusivament en alemany. Un any després, es va transformar en una plataforma multilingüe.
El novembre de 2001, diverses institucions, incloent el Goethe-Institut i la Biblioteca Central i Regional de Berlín van establir una xarxa lyrikline.org per promoure el projecte a nivell internacional.
lyrikline.org rep el suport de la Comissió alemanya de la UNESCO i del l'expresident del Parlament alemany, Wolfgang Thierse. Ha rebut diversos premis com a projecte cultural, entre els quals destaca una menció de les Nacions Unides el 2001 i el Grimme Online Award el 2005.
El projecte inclou més de 700 poetes, 6000 poemes, 55 llengües i 7500 traduccions a 50 llengües.